# Silvia Zarzu
Silvia Andreea Zarzu, née le 16 décembre 1998 à Onești, est une gymnaste artistique roumaine.

## Palmarès

### Championnats d'Europe
- Sofia 2014
  -  médaille d'or au concours par équipes